# Teracotona buryi
Teracotona buryi är en fjärilsart som beskrevs av Rothschild 1910. Teracotona buryi ingår i släktet Teracotona och familjen björnspinnare. Inga underarter finns listade i Catalogue of Life.